# Główka jigowa
Główka jigowa – w wędkarstwie, element uzbrojenia dla sztucznych przynęt wędkarskich: kogutów; twisterów, ripperów i ich pochodnych. Składa się z odpowiednio wyprofilowanego haczyka z oczkiem. Poniżej strefy mocowania znajduje się ołowiany element z wyraźnie wyodrębnionym balastem (kula) i zapobiegający zsuwaniu się gumowej przynęty z haczyka – zadzior. 
Dość częstym zabiegiem wobec główek jigowych przez wędkarzy jest odpowiednie oszlifowanie ołowianej kuli mające na celu nadać bardziej dynamiczną pracę zestawu w wodzie. Powstało wiele modyfikacji, wzorowanych na innych typach przynęt: główka jigowa z ołowianym sterem takim jak przy woblerach.